# Herman Smitshuijzen
Hermanus (Herman) Smitshuijzen (Amsterdam, 10 september 1920 – Vinkeveen, 3 juli 2007) was een Nederlands zwemmer, gespecialiseerd in de schoolslag, en waterpoloër. Hij zwom op 28 februari 1939 een Europees record op de 500 meter schoolslag.

## Biografie
De bij AZ '70 zwemmende Smitshuijzen werd in 1935 voor het eerst opgemerkt door sportjournalisten, toen hij bij een schoolslagwedstrijd goed meekwam met topzwemmers als Piet Kruithof en Leen Korpershoek. Het jaar erop won hij al gelijk twee zilveren medailles (200 meter schoolslag, 300 meter wisselslag) op de nationale kampioenschappen. Het bleek het startsein van een succesvolle carrière. Smitshuijzen werd zeven keer Nederlands kampioen. In 1941 en 1944 werd hij tweede, achter Wim Seton.
Hij werd in augustus 1938 afgevaardigd naar het EK in Londen. Daar werd hij op de 200 meter schoolslag vijfde in een tijd van 2.51,8 minuten. Een halfjaar later bemachtigde hij als eerste Nederlandse man een internationaal zwemrecord: met 7.21,4 min. was hij de snelste Europeaan op de 500 meter schoolslag. Pas in 1948 vestigde de Nederlander Bob Bonte weer een Europees record.

## Erelijst
- Nederlands kampioen: 1937, 1938, 1939, 1940, 1942, 1943, 1946.